# Karl Skytte
Karl Skytte (født Carl Hansen Skytte 31. marts 1908 i Højrup ved Glamsbjerg på Fyn, død 9. juni 1986) var en dansk politiker og medlem af det Radikale Venstre. Folketingsmedlem fra 1947 - 1978.

## Liv og karriere
Karl Skytte var søn af landsbrugsmedhjælper Rasmus Hansen Skytte og Kirstine Pedersen. Han var uddannet ved landbruget til 1938, på Tune Landbrugsskole 1930-31, ejer af Hillerslevgaard 1938-53 og af Bregnehøjgaard i Sallinge fra 1953. Han var formand for Radikal Ungdom 1934-1937 og minister i flere regeringer i perioden fra 1957 til 1964.
- Landbrugsminister i Regeringen H.C. Hansen II fra 28. maj 1957 til 21. februar 1960
- Landbrugsminister i Regeringen Viggo Kampmann I fra 21. februar 1960 til 18. november 1960
- Landbrugsminister i Regeringen Viggo Kampmann II fra 18. november 1960 til 3. september 1962
- Landbrugsminister i Regeringen Jens Otto Krag I fra 3. september 1962 til 26. september 1964

Ved Regeringen Hilmar Baunsgaards tiltrædelse blev Karl Skytte valgt til Folketingets formand den 6. februar 1968. Denne post havde Karl Skytte til den 30. september 1978.
Han var også medlem af hovedbestyrelsen for Radikal Ungdoms Landsforbund 1929-43, formand 1933-37, medlem af hovedbestyrelsen for Det radikale Venstre 1933-69; medlem af Statens Jordlovsudvalg 1942-57, landbrugskyndig næstformand 1953-57, formand for jordlovsudvalget 1964-68; medlem af Hillerslev Sogneråd 1943-54 og af Svendborg Amtsråd 1946-57, formand for repræsentantskabet og næstformand i bestyrelsen for A/S Fyns Venstreblad, medl. af jordlovskommissionen af 1946, af grundskyldskommissionen fra 1948, af feriekommissionen 1949-51, af Folketinget fra 1947 (formand for folketingsgruppen 1964-68); medlem af Finansudvalget 1950-57, af Nordisk Råd fra 1964, af Udenrigspolitisk Nævn fra 1968, formand fra 1974, medlem af Foreningen Nordens hovedbestyrelse fra 1973, formand for jordfordelingskommissionen for Svendborg, Odense og Assens amtsrådskredse 1949-57 og formand for landbokommissionen af 1960 til 1964.
Karl Skytte er begravet ved Hillerslev Kirke.